# Athletic Club Sparta Praha fotbal 2005-2006
Questa voce raccoglie le informazioni riguardanti l'Athletic Club Sparta Praha fotbal nelle competizioni ufficiali della stagione 2005-2006.

## Stagione
Lo Sparta Praga conclude al quinto posto il campionato vinto dallo Slovan Liberec: è il peggior piazzamento della storia del club nel campionato ceco. In Coppa elimina FC Zenit Čáslav (0-6), Litvínov (1-7), Kladno (0-2), Viktoria Žižkov (2-0) e Brno (2-0) sconfiggendo il Baník Ostrava (0-0, 4-2 ai calci di rigore) in finale.
In UEFA Champions League la società ceca non passa il terzo turno preliminare: l'Anderlecht vince il doppio confronto 4-1.

## Calciomercato
Vengono ceduti Čech (al Porto per 1,5 milioni di euro), Johana (Manisaspor), Homola (al Malatyaspor in prestito), Malchárek (Slovácko), Urbánek (ritorna allo Spartak Mosca dal prestito), Šimůnek (al Kladno in prestito), Zelenka (al Manisaspor per 2,5 milioni di euro), Voříšek (al Superfund in prestito), Volek, Rezek (Kuban' Krasnodar), Pacanda (Wacker Tirol), Michal Meduna (Manisaspor), Jun (al Trabzonspor per 3,25 milioni di euro) e nel gennaio del 2006 Bičík (Viktoria Plzeň), Petráš (FBK Kaunas), Poborský (in prestito alla Dynamo České Budějovice) e Pergl (in prestito alla Dynamo Dresda).
Vengono acquistati Lukáš (Slovan Liberec), Pospěch (dal Baník Ostrava per 700.000 euro), Řepka (West Ham), Zabavník (dal CSKA Sofia per 200.000 euro), Kisel (Slovan Liberec), Poláček (SIAD Most), Loučka (Jablonec), Slepička (dallo Slovan Liberec per 850.000 euro), Jeslínek, Došek (dallo Slovan Liberec per 700.000 euro) e nel gennaio del 2006 Zlámal, Drobný (Jablonec), Hanek (Dinamo Mosca), Kolář (Chmel Blšany), Lustrinelli (dal Thun per 500.000 euro) e Kóňa (Nitra).

## Organico

### Rosa
| N. |                       | Ruolo | Calciatore        |
| -- | --------------------- | ----- | ----------------- |
| 1  | Rep. Ceca (bandiera)  | P     | Zdeněk Zlámal     |
| 2  | Rep. Ceca (bandiera)  | D     | Tomáš Řepka       |
| 4  | Rep. Ceca (bandiera)  | C     | Martin Hašek      |
| 6  | Rep. Ceca (bandiera)  | C     | Tomáš Sivok       |
| 7  | Slovacchia (bandiera) | C     | Tomáš Kóňa        |
| 8  | Slovacchia (bandiera) | D     | Radoslav Zabavník |
| 9  | Rep. Ceca (bandiera)  | A     | Libor Došek       |
| 10 | Rep. Ceca (bandiera)  | A     | Miroslav Slepička |
| 11 | Rep. Ceca (bandiera)  | C     | Daniel Kolář      |
| 12 | Rep. Ceca (bandiera)  | C     | Ondřej Herzán     |
| 13 | Slovacchia (bandiera) | D     | Michal Hanek      |
| 14 | Rep. Ceca (bandiera)  | C     | Luboš Loučka      |
| 15 | Rep. Ceca (bandiera)  | D     | Petr Lukáš        |

| N. |                       | Ruolo | Calciatore         |
| -- | --------------------- | ----- | ------------------ |
| 16 | Rep. Ceca (bandiera)  | C     | Jan Šimák          |
| 17 | Rep. Ceca (bandiera)  | A     | Jiří Jeslínek      |
| 20 | Rep. Ceca (bandiera)  | D     | Zdeněk Pospěch     |
| 21 | Rep. Ceca (bandiera)  | C     | Tomáš Poláček      |
| 22 | Rep. Ceca (bandiera)  | D     | Václav Drobný      |
| 23 | Rep. Ceca (bandiera)  | D     | Michal Kadlec      |
| 28 | Rep. Ceca (bandiera)  | A     | Miroslav Matušovič |
| 29 | Rep. Ceca (bandiera)  | P     | Jaromír Blažek     |
| 30 | Svizzera (bandiera)   | A     | Mauro Lustrinelli  |
| 31 | Rep. Ceca (bandiera)  | P     | Tomáš Grigar       |
| 26 | Rep. Ceca (bandiera)  | D     | Michal Žižka       |
| 18 | Slovacchia (bandiera) | C     | Karol Kisel        |

### Staff tecnico
Jan Stejskal è l'allenatore dei portieri.